# Henry Mills Fuller
Henry Mills Fuller, född 3 januari 1820 i Bethany i Pennsylvania, död 26 december 1860 i Philadelphia i Pennsylvania, var en amerikansk advokat och politiker (whig). Han var ledamot av USA:s representanthus 1851–1853 och på nytt 1855–1857.
1851 efterträdde Fuller John Brisbin som kongressledamot och efterträddes 1853 av Christian Markle Straub. Fuller tillträdde två år senare på nytt som kongressledamot och efterträddes 1857 av John Gallagher Montgomery.
Fuller ligger begravd på Hollenback Cemetery i Wilkes-Barre.